# Hanna Blengsli Kværnø
Hanna Blengsli Kværnø (* 27. Juni 1985) ist eine norwegische Badmintonspielerin. 

## Karriere
Hanna Kværnø gewann in Norwegen über Siege in den Altersklassen U15 und U17 2004 alle drei möglichen Juniorentitel in Norwegen. Nach diesem Triumph sollte es bis 2011 dauern, ehe sie sich ihren ersten nationalen Titel bei den Erwachsenen erkämpfen konnte, wobei sie im Damendoppel mit Monica Halvorsen erfolgreich war.

## Sportliche Erfolge
| Saison | Veranstaltung                                | Disziplin   | Platz | Name                                            |
| ------ | -------------------------------------------- | ----------- | ----- | ----------------------------------------------- |
| 1999   | Norwegische Meisterschaft U15                | Damendoppel | 1     | Hanna B. Kværnø / Frøydis Formo, Grong BK       |
| 1999   | Norwegische Meisterschaft U17                | Damendoppel | 1     | Sigrun A. S. Holmen / Hanna B. Kværnø, Grong BK |
| 2000   | Norwegische Meisterschaft U15                | Damendoppel | 1     | Hanna B. Kværnø / Frøydis Formo, Grong BK       |
| 2002   | Norwegische Meisterschaft U17                | Mixed       | 1     | Sigve Hallager / Hanna B. Kværnø, Grong BK      |
| 2002   | Norwegische Meisterschaft U17                | Damendoppel | 1     | Hanna B. Kværnø / Frøydis Formo, Grong BK       |
| 2004   | Norwegen: Einzelmeisterschaften der Junioren | Mixed       | 1     | Sigve Hallager / Hanna B. Kværnø                |
| 2004   | Norwegen: Einzelmeisterschaften der Junioren | Dameneinzel | 1     | Hanna B. Kværnø                                 |
| 2004   | Norwegen: Einzelmeisterschaften der Junioren | Damendoppel | 1     | Frøydis Formo / Hanna B. Kværnø                 |
| 2011   | Norwegen: Einzelmeisterschaften              | Damendoppel | 1     | Monica Halvorsen / Hanna B. Kværnø              |